# Pépin Bakekolo
Pépin Bakekolo, surnommé « Kwakara », est un footballeur congolais né le 9 février 1965. Son frère Frédéric a également été international congolais
Bakekolo Kwakara commence sa carrière à Pointe-Noire dans l'Association Sportive des Cheminots, avant de rejoindre les Diables-Noirs de Brazzaville en 1983. Attaquant puissant, rapide et technique, bon dribbleur, son jeu en fait un des joueurs congolais les plus populaires des années 1980. 
Sa carrière en France à partir de 1987 (Le Puy, Saint-Leu, Montluçon) est cependant assez décevante. Le sélectionneur national de l'époque ne le retient pas dans l'équipe qui dispute la CAN 1992.
Il remporte la Coupe du Congo en 1982.